# MACS J1720.3+3536
MACS J1720.3+3536 è un ammasso di galassie situato in direzione della costellazione di Ercole alla distanza di oltre 4 miliardi di anni luce dalla Terra (light travel time).
È stato uno dei 25 ammassi di galassie studiati con il Telescopio spaziale Hubble nel corso di una campagna di osservazioni denominata Cluster Lensing And Supernova survey with Hubble (CLASH) nel corso di un periodo di tre anni e mezzo (2010-2013).
L'effetto di lente gravitazionale ha permesso di individuare una galassia remota situata alle spalle dell'ammasso, denominata MACSJ1720-JD1,  con un redshift, calcolato con metodo fotometrico, di z ~ 9 (light travel time: circa 13,108 miliardi di anni luce; distanza comovente: circa 30,7 miliardi di anni luce).
Inoltre, dopo due osservazioni a distanza di quattro mesi, è stata individuata una supernova in una galassia con redshift z = 1,28 (light travel time: circa 8,8 miliardi di anni luce) e denominata SN CL012Car (soprannominata Caracalla).

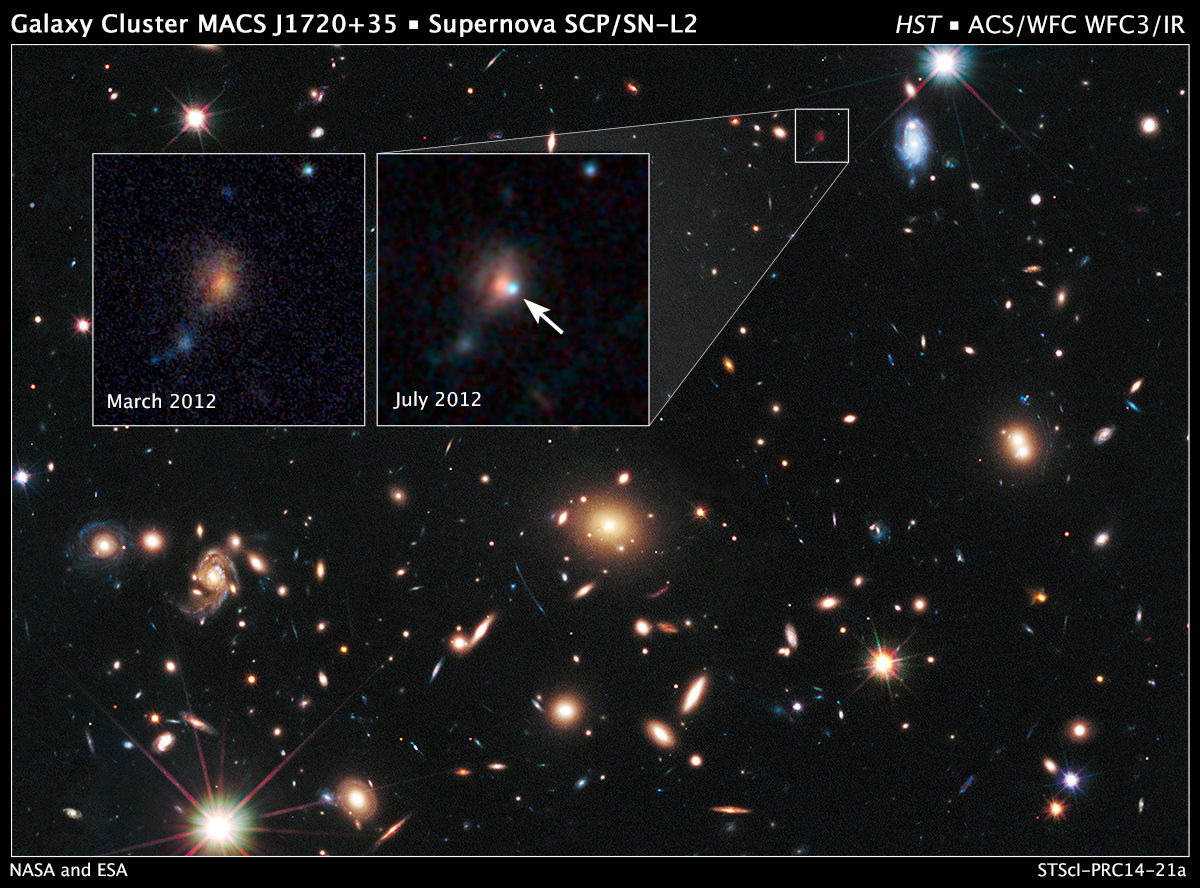
MACS J1720.3+3536 e la Supernova "Caracalla" (Telescopio spaziale Hubble)